# Gyerekrablás a Palánk utcában (film)
A Gyerekrablás a Palánk utcában 1985-ben bemutatott magyar ifjúsági filmvígjáték, melyet Mihályfy Sándor rendezett. A forgatókönyv Nógrádi Gábor: Hecseki és a gyermekrablók című 1983-ban megjelent regénye alapján készült. 
A film címe Gyerekrablás a Kakas utcában lett volna, de a filmforgatáson, egy esős felvételen véletlenül látszott az utca valódi névtáblája Pesten, a XV. kerületben – ahol a film magyarországi jeleneteit forgatták 1984 őszén –, megismételni pedig már nem tudták a felvételt.

## Történet
|  | Alább a cselekmény részletei következnek! |

A csonka Kondor család Budapest külvárosi részében él, az elvált édesapa kamionsofőrként dolgozik külföldön. Mivel az egykori családfő sokat volt távol, az édesanya úgy gondolja, hogy a gyermekeknek olyan apára van szükségük, aki többet van velük. Az albérlőjük, Károgi Sándor is pályázik a posztra, már az esküvő napja is ki van tűzve, ám terveit a gyermekek megakadályozzák. Az édesanya üzenetet talál a postaládában, melyben közlik, hogy fiát elrabolták és 20.000 forint váltságdíjat követelnek érte.
Mindeközben Lajcsi végig a ház padlásán bujkál. Károgi anyja, Róza néni sejti, hogy Lajcsi elrablását a fiú barátai rendezték meg. Károgi is leendő felesége gyermekének keresésére indul, annak reményében, hogy szíve választottja végtelenül hálás lesz neki. A gyermekrablás ügyét a rendőrségen Portoroki százados irányítja, aki bevonja az ügybe Hecseki Boldizsár alhadnagyot is, aki a nyomozás során végül a gyerekek pártjára áll.
|  | Itt a vége a cselekmény részletezésének! |

## Szereplők
- Bánsági Ildikó – Kondorné Márta
- Székhelyi József – Kondor István, kamionsofőr
- Léner András – Kondor Lajcsi
- Koltai Róbert – Hecseki Boldizsár alhadnagy
- Nehrebeczky Eszter – Kondor Orsi
- Rajhona Ádám – Károgi Sándor, "Állókígyó"
- Tábori Nóra – Róza néni, Károgi Sándor édesanyja
- Szirtes Ádám – Portoroki százados
- Nyirsi Imola
- Nógrádi Bence
- Vass Gábor
- Gérnyi Tibor
- Kőfalvi Andrea – Andrea
- Kőfalvi Anita – Anita
- Mohor Balázs
- Balogh Emese
- Bencze Ferenc
- Vajda Márta
- O. Szabó István
- Soós Edit
- Csurka László – asztalos
- Pásztor Erzsi – Hecseki Boldizsár édesanyja
- Máday György
- Fonyó István
- Fonyó József – vattacukorárus rendőr
- Vándor József
- Virág Kiss Ferenc
- Zsudi József
- Ujlaki Károly
- Árva János

## Televíziós megjelenés
MTV-1, TV-1, M1, TV-2, M2, Duna TV, TV2 (1. logó), Filmmúzeum, Duna World, M5, Magyar Mozi TV